# Elysium (Pet Shop Boys)
Elysium è l'undicesimo album in studio del gruppo musicale britannico Pet Shop Boys, pubblicato il 10 settembre 2012.
Registrato nel corso dell'anno a Los Angeles con il produttore Andrew Dawson, l'album segna un ritorno alle sonorità soft del duo (lontanamente paragonabili a quelle di Behaviour). L'album debuttò in nona posizione nella Official Albums Chart britannica con una vendita pari a 10 418 copie.

## Descrizione
Originalmente l'album doveva chiamarsi HappySad: in un'intervista, Neil Tennant afferma che i Pet Shop Boys stessi descrivono la loro musica come happy-sad (felice-triste) e che come titolo era perfetto date le sonorità dell'album, ma dopo una passeggiata all'Elysian Park di Los Angeles, il duo puntò sul nome Elysium. Sin dall'inizio i Pet Shop Boys hanno annunciato che Elysium sarebbe stato pubblicato in due formati: il CD singolo e una edizione limitata includente l'album e un disco con le versioni strumentali delle canzoni. Un album composto da due dischi in vinile fu poi pubblicato in copie limitate (anch'esso includente le versioni strumentali delle canzoni).
Il primo brano ad essere concluso fu Requiem in Denim and Leopardskin nel 2009 (il duo pensava di includerlo nel loro imminente album Yes ma escluse il brano a causa delle sonorità, giudicate troppo differenti dal disco). Prima di intraprendere come special guest il Progress Live 2011 dei Take That, i Pet Shop Boys passarono più di un mese a Berlino e composero Leaving. Con questi due brani pronti, il duo decise di strutturare l'album (a ruota fecero seguito Invisible, Give It a Go e Winner). Come fa notare Tennant stesso, nel momento in cui i Pet Shop Boys volarono a Los Angeles per la registrazione dell'album, la maggior parte dell'album era pronta.
Chris Lowe ha descritto Elysium come uguale a Behaviour (album del duo del 1990) per sentimento ma «sonoramente molto differente». Per quanto riguarda i testi, a detta di Tennant l'album può essere interpretato come «essere noi in questo momento della nostra vita, facendo ciò che facciamo», aggiungendo: 
Una anticipazione del sound dell'album fu data l'11 giugno 2012 con un videoclip della traccia Invisible, seguito il 6 agosto dal primo singolo Winner. Come secondo singolo il duo ha scelto Leaving, pubblicato il 15 ottobre in vari formati, mentre come terzo ed ultimo è stato estratto Memory of the Future.
Per la promozione dell'album, il 5 settembre i Pet Shop Boys si esibirono a Berlino in un concerto con le sole canzoni tratte dall'album.

## Accoglienza
Elysium ricevette recensioni miste da parte dei critici musicali: tutti i critici concordarono che Elysium rappresenta la realtà stessa dei Pet Shop Boys nel 2012, ovvero di due persone ormai 50enni che analizzano la loro carriera e ne traggono le conclusioni. Metacritic dà un punteggio di 68/100 classificandolo come "generalmente apprezzabile".
Simon Price de The Independent on Sunday assegna all'album 4 stelle su 5 e scrisse «Se Elysium ha una debolezza, questa è la assoluta assenza di mostri dal forte colpo disco-pop. Una volta che si accetta ciò, e ci si arrende alle tele synth di Chris Lowe, si realizza velocemente che Neil Tennant è nella sua miglior forma vocale». Kevin Ritchie, critico della rivista Now, classifica l'album con 4 stelle su 5 descrivendolo come uno degli album «più sereni e sonoramente consistenti», indicando la canzone Hold On come «il perché Elysium è uno degli album pop più belli dell'anno». Jon Clark, critico di Drowned in Sound, vede l'album come «una creazione coesiva e forte che può stare perfettamente in alto come il meglio del duo». Con un giudizio di 8/10, definisce il disco come «un saggio e conosciuto omaggio alla vita di una pop star». Nick Levine, critico di BBC Music, commenta che «sebbene Elysium non è un album di punta dei Pet Shop Boys come lo sono Introspective e Very, poteva essere l'album più caldo e saggio». The Guardian valuta Elysium con 3 stelle su 5 e, attraverso la voce di Jude Rogers, indica che metà dell'album «riporta al capolavoro riflettivo del 1990, Behaviour, con canzoni trattanti la crescita, la fuga e attrazioni intense», ma la restante metà «si sente acerba e frivola», concludendo che il produttore Dawson «provvede una luce scintillante di Los Angeles, ma non nella forte direzione nella quale il duo merita». Il critico Laurence Green (musicOMH) afferma che fatta eccezione per la prima canzone Leaving (definita «eccellente»), «il resto dell'album non si materializza mai nella maniera in cui si spera. Se Elysium è corrotto da un altamente forte odore di dispiacere, è un dispiacere temperato in parte per i suoi richiami a Behaviour» e l'album non va oltre le 3 stelle su 5. Andy Gill di The Independent assegna ad Elysium solo 2 stelle su 5, commentando che «si apre e chiude con due delle migliori canzoni dei Pet Shop Boys (Leaving e Requiem in Denim and Leopardskin) ma che nel mezzo si perde malamente», citando Hold On come il peggior brano del disco. Andrew Sullivan di The Daily Beast definisce l'album «una meditazione sognatrice della vita, della morte e del tempo»; considerando Leaving e Breathing Space le migliori canzoni dell'album, Sullivan aggiunge che «l'atmosfera dell'album ti fa sentire come a casa». Di giudizio misto è Dan Lucas, critico di Under the Radar, che elogia il lavoro musicale di Lowe affermando che «può anche non esserci nessuna linea musicale da standing ovation che vivranno per sempre nella memoria di noi tutti, ma le molte melodie come in Winner cambiando costantemente e non stancano mai», ma, d'altra parte, critica la prestazione vocale Tennant, spiegando che «le sue parti vocali spesso spezzano i brani». Idolator, invece, assegna 4.5 stelle su 5 e dichiara che Elysium è «la perfetta colonna sonora dei mesi autunnali».
Secondo Slicing Up Eyeballs Elysium è al quarto posto fra i migliori album del 2012.

## Tracce
1. Leaving – 3:50
2. Invisible – 5:05
3. Winner – 3:50
4. Your Early Stuff – 2:33
5. A Face Like That – 5:06
6. Breathing Space – 5:10
7. Ego Music – 3:05
8. Hold On – 3:19
9. Give It a Go – 3:53
10. Memory of the Future – 4:31
11. Everything Means Something – 4:50
12. Requiem in Denim and Leopardskin – 5:49

## Classifiche
| Classifica (2012)              | Posizione massima |
| ------------------------------ | ----------------- |
| Australia                      | 50                |
| Austria                        | 20                |
| Belgio (Fiandre)               | 44                |
| Belgio (Vallonia)              | 17                |
| Croazia                        | 35                |
| Danimarca                      | 15                |
| Finlandia                      | 21                |
| Francia                        | 49                |
| Germania                       | 7                 |
| Giappone                       | 52                |
| Grecia                         | 27                |
| Irlanda                        | 23                |
| Italia                         | 41                |
| Messico                        | 34                |
| Norvegia                       | 30                |
| Paesi Bassi                    | 28                |
| Regno Unito                    | 9                 |
| Repubblica Ceca                | 13                |
| Scozia                         | 15                |
| Spagna                         | 10                |
| Stati Uniti                    | 44                |
| Stati Uniti (dance/electronic) | 2                 |
| Stati Uniti (tastemakers)      | 15                |
| Svezia                         | 12                |
| Svizzera                       | 13                |